# رانچو کامولوس
رانچو کامولوس (به انگلیسی: Rancho Camulos) یک مزرعه (محل) در ایالات متحده آمریکا است که در کالیفرنیا واقع شده‌است.